# Carlo Ferdinando Landolfi
Pour les articles homonymes, voir Landolfi.
Carlo Ferdinando Landolfi, né vers 1714 à Milan (Italie) et mort le 22 novembre 1784 à Baveno (Italie), est un maître luthier italien, actif au XVIIIe siècle, à l'âge d'or de la lutherie.
Landolfi est considéré comme l'un des meilleurs fabricants d'instruments à cordes de l'histoire, avec Stradivarius et Guarneri del Gesù et Pietro Guarneri.
Les instruments créés il y a des siècles par Landolfi et ses collègues luthiers italiens n'ont pas été améliorés malgré la technologie moderne et sont toujours joués par les meilleurs violonistes et altistes dans les grandes salles de concert du monde entier.

## Biographie
Landolfi naît à Milan, en Italie, en 1714 et, après un apprentissage à Crémone, il revient à Milan en 1734, à l'âge de 20 ans, où il crée son atelier. Comme l'indiquent ses étiquettes d'instruments, il a travaillé « Contrada Santa Margherita, al Segno della Sirena » (dans le quartier Santa Margherita, à l'enseigne de la Sirène), dans la métropole centrale de la région italienne de Lombardie, au centre des activités commerciales et artistiques animées de la ville.
La carrière de Landolfi s'est poursuivie à Milan tout au long de sa vie.